# Plasmaskärm

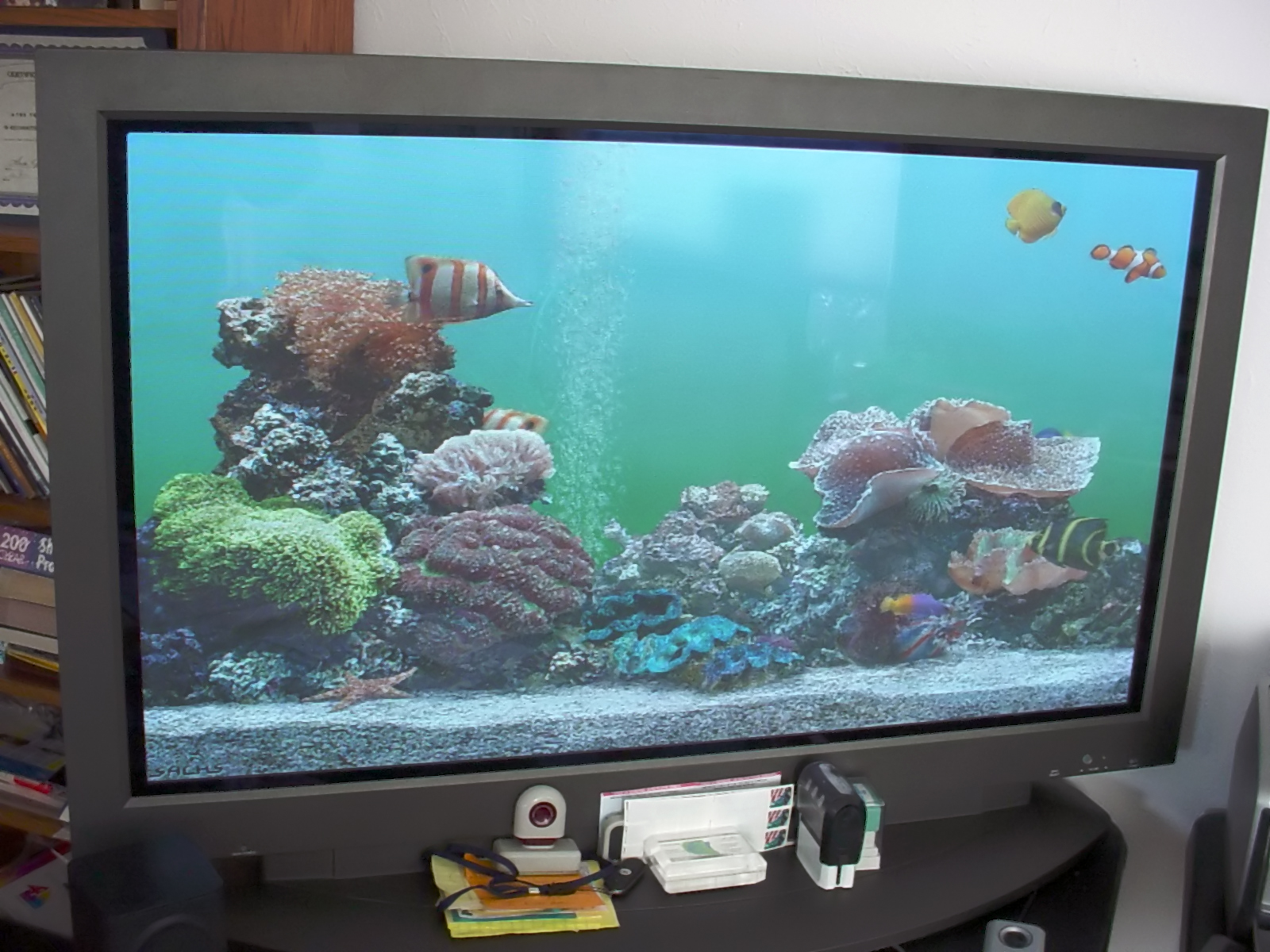
En plasmaskärm.

Plasmaskärm eller PDP (plasma display panel) är en typ av bildåtergivningsteknik, som används i vissa platta TV-apparater som är 37 tum (94 cm) eller större. En plasmaskärm är en digital bildskärm.

## Konstruktion

Plasmaskärmens uppbyggnad.

Bakom frontglaset ligger två transparenta elektroder. Elektroderna omges av en blandning av neon- och xenon-gaser som bildar själva plasman vid urladdning. Bakom dessa ligger ett dielektriskt lager som i sin tur vilar på ett skyddslager. Elektroderna tar emot ström tills de når en viss nivå. Då sker en plasma-urladdning på den dielektriska ytan som resulterar i att det avges ultraviolett ljus. Det ultravioletta ljuset tänder fosforbeläggningen i pixlarna bakom skyddslagret. Dessa avger i sin tur sitt eget ljus: rött, grönt eller blått (RGB). Dessa tre bildar en bildpunkt på skärmen.

## Plasmaskärmens fördelar
- De kan göras avsevärt större än de gamla CRT-skärmarna och fanns redan 2010 i storlekar upp till 152 tum (3,86 meter).[1]
- Vikten är relativt låg jämfört med CRT-skärmar.
- De kan ha hög skärmupplösning (upp till 4096 × 2160 bildpunkter).
- Tekniken ger mycket bra betraktningsvinklar från alla håll.[2]
- Har i allmänhet bättre återgivning av svärta och färger jämfört med LCD.[2][3][4]
- Uppvisar mycket låga nivåer av rörelseoskärpa.[5]
- Använder inte bakgrundsbelysning eller lampor, i motsats till exempel LCD- och bakprojektionsapparater.

## Plasmaskärmens nackdelar
- Plasma drar ofta mer ström än LCD även om det finns stora skillnader beroende på produkt och fabrikat.[6][7]
- Kan drabbas av inbränning av statiska bilder, detta är främst ett problem om man har en plasma av äldre generation då motståndskraften mot inbränning har förbättrats avsevärt i nyare generationer.
- Finns inte i mindre storlekar än 32".
- Vikten är relativt hög jämfört med LCD skärmar. Men det skiljer mellan tillverkare och modell.
- Plasmaurladdningarna kan orsaka mycket kraftiga radiostörningar i HF-bandet och även störa ADSL-förbindelser, dock används ADSL-förbindelser inte idag.

## Tillverkare som tillverkar plasmaskärmar
- Fujitsu
- LG Electronics
- Panasonic Corporation (tidigare Matsushita)
- Samsung

## Tillverkare som upphört med sin plasmaskärmstillverkning
- Hitachi
- NEC
- TPV Technology (Philips)
- Pioneer
- Toshiba
- Grundig